# Рустем-паша
Дама́т Русте́м-паша́ (осман. رستم پاشا, хорв. Rustem-paša Opuković, тур. Damat Rüstem Paşa; бл. 1505 — †10 липня 1561) — великий візир Османської імперії, зять (дамат) султана Сулеймана I Пишного.

## Біографія
Традиційно вважається, що Рустем-паша був родом з боснійської сім'ї Опуковичів або Чигаличів, які проживали в Сараєво. Деякі джерела стверджують, що він був хорватом зі Скрадину, сербом або албанцем. У документах від 1557 і 1561 року батьком Рустема-паші вказаний Абдуррахман або Абдуррахім. Також вважається, що в Рустема були два брати — османський адмірал (капудан-паша) Сінан-паша і Мустафа Бей — та сестра Нефісе — всі вони прийняли іслам. 
Близько 1510-1512 років у віці від 4 до 16 років потрапив до турецького полону. Ці дані, незважаючи на відносну приблизність, дозволяють підрахувати дату народження візира: між 1494-1508, ближче до другої дати. Він був старшим за свою дружину Міхрімах приблизно на 15 років, і був ровесником своєї тещі Хуррем. У легендах вік Рустема був збільшений до 52 років, що заперечує вищевказаним даним.
У 1526 році — брав участь в битві при Могачі на посаді силахтара, султанського зброєносця. Після битви — отримав посаду мірахура, першого конюха. У 1533 році — став намісником Теке, пізніше — бейлербеєм Діярбакира, а в 1538 — бейлербеєм Анатолії. У 1539 році — став Третім візиром Дивана. 26 листопада 1539 року з дозволу султана Сулеймана — одружився з його дочкою Міхрімах Султан, отримавши титул дамата — зятя султана.
У 1541 році став Другим візиром. У 1544 році між тодішнім великим візиром Сулейманом-пашою і Хюсревом-пашою сталася сварка і бійка на раді Дивану на очах у султана — через що Сулейман звільнив обох. Новим великим візиром султан призначив Рустема. Після того, як в жовтні 1553 року був страчений шехзаде Мустафа, яничари вимагали покарати великого візира, вважаючи його причетним до смерті свого улюбленого шехзаде. Хюррем Султан-Роксолана просила султана помилувати зятя заради дочки. Сулейман звільнив Рустема-пашу з посади великого візира — весь наступний рік він провів в Ускюдарі.
У 1555 році — звинуватив великого візира Кара Ахмеда-пашу в хабарництві і домігся від Сулеймана I його страти. 29 вересня 1555 року знову був призначений на вакантну посаду великого візира і займав її до самої смерті. 
Помер 10 липня 1561 року, ймовірно — від водянки. Похований в мечеті Шехзаде в Стамбулі, в тюрбе, побудованому на прохання Міхрімах Сінаном.

## Діти
Дані щодо імен, статі і кількості дітей Рустема-паші — суперечливі. Точно відомо, що у паші була дочка від Міхрімах — Айше Хюмашах Султан. Її чоловік, діти та онуки були багатими і займали впливові посади.
Безіменний син Рустема-паші і Міхрімах Султан покоїться в тюрбе поряд з батьком. Він помер незадовго до смерті батька від епідемії. Дві інші безіменні могили, що знаходяться в мечеті Міхрімах в Ускюдарі, вважаються могилами синів Міхрімах і Рустема — султанзаде Касима та султанзаде Халіда. Існує також могила Осман Бея (†1576 або 1577), сина Рустема-паші від іншої матері.

## Кіно
- Телесеріал «Хюррем Султан», в ролі Рустема-паші — Серхат Налбантоглу (2003, Туреччина).
- Телесеріал «Величне століття. Роксолана», в ролі Рустема-паші — Озан Гювен (2011–2013, Туреччина).